# Pelado-mexicano
Pelado-mexicano (do náuatle Xoloitzcuintle) é uma raça canina oriunda do México. Desprovido de pelo, como o próprio nome já diz, é popular em seu país de origem, embora também esteja difundido em outras nações da América do Sul e Central. De origem antiga, é sabido que povos indígenas apreciavam a sua carne, ainda que fosse também considerado um representante do deus Xolotl (de quem herdou o nome original) - aquele que tinha a missão de guiar as almas dos mortos. Fisicamente possui duas variedades - standard e miniatura - e é classificado como muito parecido com o Manchester terrier estruturalmente.